# Britvic
Britvic plc ist ein britischer Getränkehersteller mit Sitz in Hemel Hempstead, Hertfordshire. Er produziert Erfrischungsgetränke unter eigenen Namen und mehreren anderen Marken. Das Unternehmen teilt seine Geschäftstätigkeit in fünf Regionen ein: Vereinigtes Königreich, Brasilien, Irland, Frankreich und International.
In Großbritannien gehören zu den Marken Robinsons, J2O, Fruit Shoot, R Whites und Purdeys. In Frankreich betreibt das Unternehmen das Geschäft mit Eigenmarken für Sirupe, zu denen die Marken Teisseire, Pressade und Moulin de Valdonne gehören. In Brasilien stellt das Unternehmen flüssige Konzentrate her. Zu seinen Marken in Brasilien gehören Maguary, Bela Ischia und Dafruta. Das Segment International umfasst Franchise-, Vertriebs- und Lizenzvereinbarungen.
Das Unternehmen war bis zur Übernahme durch Carlsberg im Januar 2025 an der Londoner Börse gelistet und Teil des FTSE 250 Index.

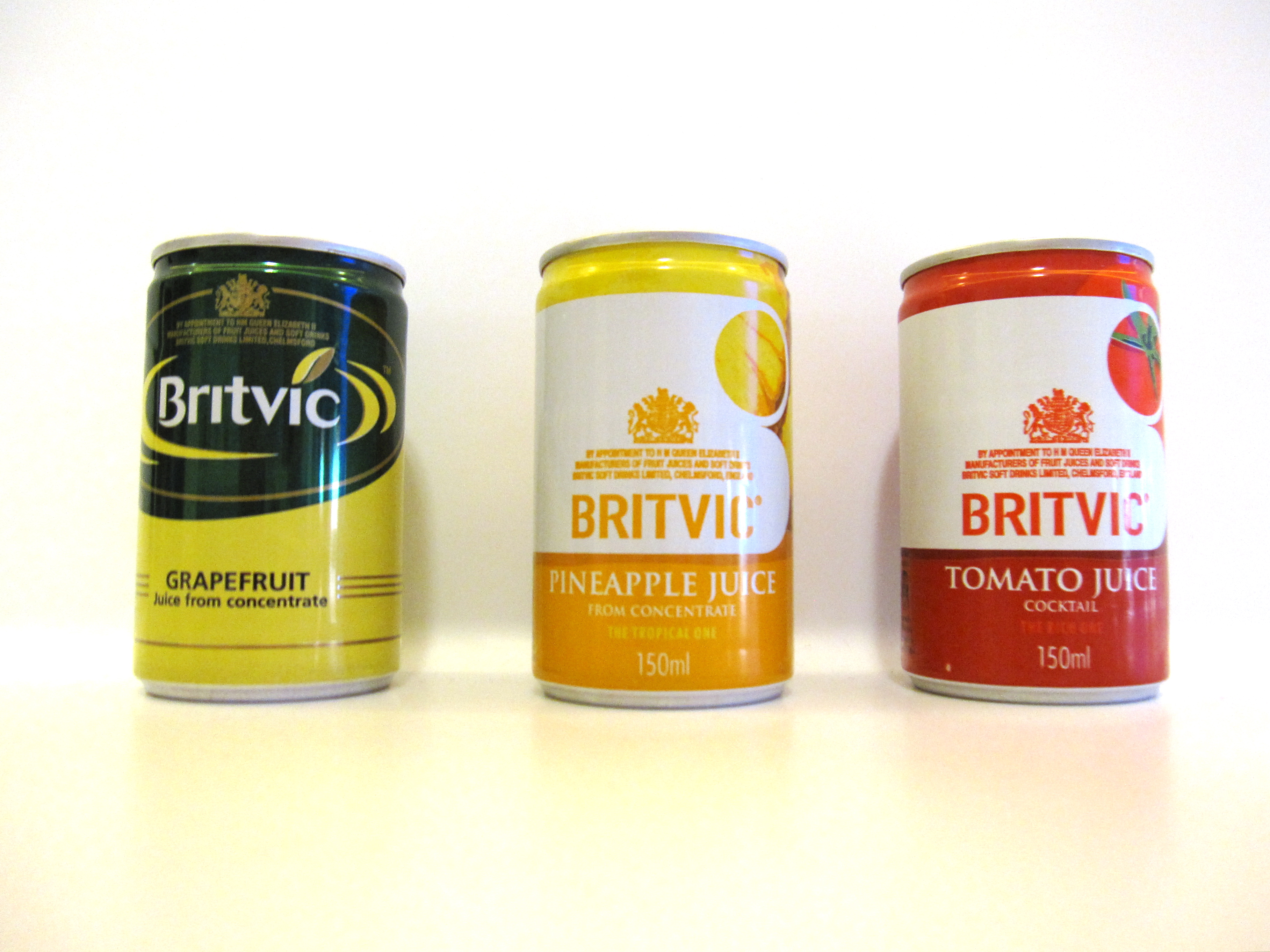
Britvic Getränke (2011)

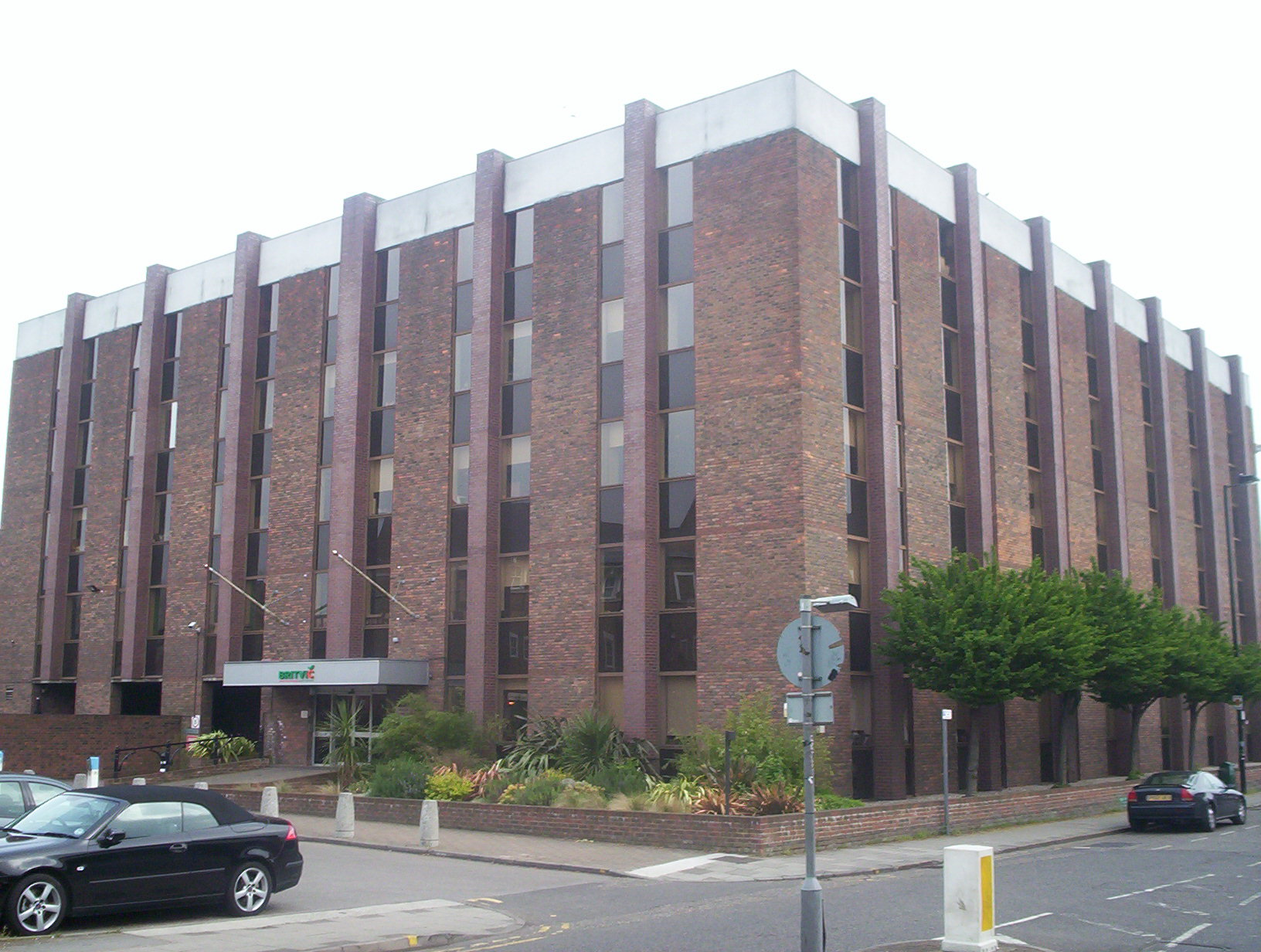
Britvic House in Chelmsford

## Geschichte
Die Gesellschaft wurde 1845 in Chelmsford als British Vitamin Products Company gegründet.
Ein britischer Chemiker, H. D. Rawlings, beginnt 1938 in seinem Geschäft in Chelmsford, Essex, selbstgemachte Fruchtsaftgetränke herzustellen, um den Menschen in der Weltwirtschaftskrise eine erschwingliche Vitaminquelle zu bieten. 1949 wurde mit der Vermarktung unter dem Namen Britvic begonnen. Das Unternehmen wurde von Showerings of Shepton Mallet übernommen und gehörte ab 1968 zu Allied Breweries. 1971 änderte das Unternehmen seinen Namen in Britvic. 1986 fusionierte es mit Canada Dry Rawlings und erwarb die Marke R. White's Lemonade. 1987 erwarb das Unternehmen die Franchiserechte im Vereinigten Königreich für Pepsi und 7 Up. 1995 kaufte das Unternehmen die Getränkemarke Robinson's von Reckitt & Colman.
Im Dezember 2005 wurden die Aktien des Unternehmens an der Londoner Börse zugelassen. Im Mai 2007 kaufte das Unternehmen das Erfrischungsgetränke- und Vertriebsgeschäft des irischen Unternehmens Cantrell & Cochrane (C&C) für 169,5 Mio. £.
Am 14. November 2012 kündigte das Unternehmen Pläne für eine Fusion mit dem schottischen Erfrischungsgetränkehersteller A.G. Barr an, wodurch eines der größten Erfrischungsgetränkeunternehmen Europas entstanden wäre. Das Vorhaben wurde an die Wettbewerbskommission verwiesen. Am 11. Juli 2013 gab der Vorsitzende von A.G. Barr, Ronnie Hanna, bekannt, dass die geplante Fusion von Britvic und A.G. Barr aufgegeben wurde.
Im Juli 2024 einigte sich Britvic mit dem dänischen Brauereikonzern Carlsberg auf eine Übernahme für 3,3 Milliarden Pfund (umgerechnet 3,9 Milliarden Euro). Am 17. Januar 2025 gab Carlsberg den Vollzug der Übernahme bekannt. In der Folge wurde die Britvic-Aktie zum 20. Januar 2025 von der Börse genommen.